# Bent Christensen (ishockeyspiller)
 For alternative betydninger, se Bent Christensen. (Se også artikler, som begynder med Bent Christensen)
Bent Christensen – populært kaldet Turbo-Bent – er en dansk tidligere ishockeyspiller, der med undtagelse af tre sæsoner for Odense Bulldogs, spillede gennem hele sin karriere for Frederikshavn White Hawks.
Han var med på holdet, da i sæsonen 1999/2000 vandt det danske mesterskab. Endvidere har begge hold i hans spilletid vundet både sølv- og bronzemedaljer.
Bent Christensen blev i 1999 kåret til årets danske spiller efter en sæson med 55 point (26 mål og 29 assists).